# Instituut Pabo Arnhem-Nijmegen
Het Instituut Pabo Arnhem-Nijmegen, kortweg HAN Pabo, is een opleiding tot leraar basisonderwijs die sinds 2007 onderdeel is van de Hogeschool van Arnhem en Nijmegen (HAN).
De opleiding is ontstaan uit Pabo Arnhem, nu HAN Pabo Arnhem genaamd, sinds 2001 gevestigd op de HAN-campus in Arnhem in de wijk Presikhaaf, en de voormalige Pabo Groenewoud aan de Groenewoudseweg te Nijmegen, nu HAN-Pabo Nijmegen genaamd, die sinds 2014 gehuisvest is in het I/O gebouw aan de Kapittelweg. 
De geschiedenis van het instituut en de rechtsvoorgangers daarvan begint in 1840.

## Opleidingsstructuur
De voltijdsopleiding op beide pabo's wordt overdag gegeven en duurt vier jaar, waarvan één jaar propedeuse, anderhalf jaar kernfase, een half jaar minor en een jaar afstudeerfase.
In samenwerking met de Universiteit van Nijmegen wordt een academische pabo aangeboden op Pabo Nijmegen. Dit is een vijfjarig traject voor vwo-studenten dat leidt tot zowel een bachelor leraar basisonderwijs als een master pedagogiek of orthopedagogiek.
Beide pabo's kennen sinds 2015 hetzelfde curriculum. 
Er wordt onder meer aandacht besteed aan de onderwijsfilosofie van Reggio Emilia, een pedagogische stroming uit Noord Italië.

## Denominatie
Pabo Arnhem noemde zich een dialoogpabo en viel onder het algemeen bijzonder onderwijs. Ze heeft dus geen specifieke religieuze denominatie. Studenten konden afstuderen met een diploma of certificaat voor het protestants-christelijk onderwijs, openbaar onderwijs en/of katholiek onderwijs. Pabo Groenewoud was van oudsher een katholieke pabo, studenten konderen afstuderen met het diploma katholiek onderwijs maar konden zich er echter ook verder verdiepen in een van de zes levensbeschouwingen. Na de samenvoeging tot HAN Pabo zijn bovengenoemde mogelijkheden voor beide afdelingen mogelijk gebleven.

## Geschiedenis
HAN Pabo heeft een lange voorgeschiedenis. Ze is ontstaan na een reeks van fusies in de tweede helft van de 20ste eeuw uit een aantal oudere en zelfstandige pedagogische academies en opleidingen voor kleuteronderwijs in Arnhem, Nijmegen en Zetten. Deze geschiedenis van de normaalscholen, kweekscholen en pedagogische academies in de regio Arnhem-Nijmegen begint in 1849 met de oprichting van de eerste normaalschool in Nijmegen, de oudste christelijke opleiding in Nederland. Daarna werd nog een groot aantal andere normaalscholen opgericht in Nijmegen en Arnhem, welke in de periode tot 1924 werden omgezet in kweekscholen. Met de komst van de Mammoetwet in 1968 veranderde de benaming kweekschool in pedagogische academie, met als ondertiteling 'opleiding voor onderwijzers' (OVO) en werd het proces van samenvoegingen en verhuizingen versneld, tot de benaming 'pabo' in 1984 in aanloop naar de Wet op het Basisonderwijs van 1985. Een overzicht van deze ontwikkelingen is weergeven langs de hiernavolgende tijdlijn:

### Normaalscholen en kweekscholen
Algemeen: De algemene geschiedenis van de normaalscholen en kweekscholen in Nederland en Vlaanderen is te vinden bij o.a. de Wikipedia-artikelen 'Normaalschool', 'Kweekschool voor onderwijzers' en 'Pedagogische academie voor het basisonderwijs'.

#### Normaalschool Op den Klokkenberg, Nijmegen
- 1849-1988: De 'Normaalschool Op den Klokkenberg' te Nijmegen werd opgericht door Justinus van der Brugghen als vervolg op de door hem in 1846 begonnen 'Schoolklasse Tot Vorming Van Kweekelingen voor het christelijk onderwijs.' Een van de medeoprichters was Willem baron van Lijnden. Al spoedig daarna werd de normaalschool omgezet in een kweekschool. De opleiding was tot 1886 gehuisvest in een herenhuis met erf op De Klokkenberg, een van de heuvels waar Nijmegen op gebouwd is. In deze pioniersjaren van het onderwijs waren er nog nauwelijks officiële schoolgebouwen en moest men zich behelpen met grote villa's, herenhuizen, kloosters, oude ziekenhuizen of voormalige fabrieken. Deze christelijke opleiding in het overwegend katholieke Nijmegen trok veel leerlingen uit de Randstad. Anders dan de naam doet vermoeden was het niet de bedoeling dat er alleen protestants-christelijke studenten studeerden. Van der Brugghen was, vanuit zijn open christelijke perspectief, een voorstander van onderwijs waarin leerkrachten open stonden voor andere geloofsrichtingen. In 1886 werd het herenhuis vervangen door een echt schoolgebouw aan de Muchterstraat, met uitzicht op de Waal. Oud-minister van OK&W Gerrit Bolkestein was student op deze school. Het gebouw heeft tot 1964 dienstgedaan, waarna de kweekschool verhuisde naar de Ubbergseveldweg in Nijmegen en zich in 1969 'Pedagogische Academie De Klokkenberg' ging noemen.

In 1983 fuseerde deze pedagogische academie met de 'Christelijke Opleidingschool voor Kleuterleidsters' (COK) te Arnhem. De uit deze fusie ontstane 'Christelijke Pabo De Nieuwe Klokkenberg' bleef slechts bestaan tot 1988, toen ze samen met de Klarenbeek Academie, de gemeentelijke Pabo van Arnhem, opging in de sector Pabo van de algemeen bijzondere 'Hogeschool Interstudie'. De benaming 'Klokkenberg' was geschiedenis geworden, maar de 'Hogeschool Interstudie' had de verplichting op zich genomen tot het in stand houden van een lerarenopleiding voor het christelijke basisonderwijs in de regio. Deze verplichting werd onverkort overgenomen door de latere fusiepartners (zie hieronder), waardoor er nog steeds in de huidige Pabo Arnhem een afstudeerrichting is voor het diploma christelijke basisonderwijs.

#### Nutskweekschool voor Onderwijzeressen, Arnhem
- 1860-1956: De Nutskweekschool voor onderwijzeressen in Arnhem was een van de oudste opleidingen voor meisjes in Nederland, gesticht door het natuurkundig genootschap 'Tot Nut en Vergenoegen' en het departement Arnhems van de 'Maatschappij tot Nut van 't Algemeen'. Meer dan de helft van de studenten verbleef in het eigen internaat. Een van de directeuren was de onderwijsvernieuwer L.C.T. Bigot, directeur van 1905-1933 en schrijver van een vierdelig handboek voor het kweekschoolonderwijs 'Pedagogiek' dat van 1926 tot 1987 in verschillende bewerkingen gebruikt werd op veel kweekscholen en pedagogische academies. Toen het bestuur vernam dat de regering kweekscholen met minder dan 70 leerlingen wilde sluiten, liet het de school, die toen nog slechts 35 leerlingen had, in 1956 opgaan in de Rijkskweekschool van Arnhem.

#### Christelijke Normaalschool voor Meisjes, Zetten
- 1864-1956: De 'Christelijke Normaalschool voor Meisjes' in Zetten werd gesticht door dominee Ottho Gerhard Heldring om scholing te bieden aan intelligente meisjes van de eerder door hem in Zetten opgerichte inrichtingen. Het doel was om zo te zorgen voor opvoeders voor de gestichten. Een andere, belangrijkere, doelgroep werd gevormd door armlastige domineesdochters en andere meisjes uit de middenklasse. Vrijwel alle leerlingen waren intern op de kostschool. Na 1945 had de school zó weinig leerlingen, dat ze ook jongens aannam. In 1956 werd de school, om dezelfde reden als de Nutskweekschool te Arnhem, opgeheven en werd ze opgenomen door de kweekschool 'Op den Klokkenberg' te Nijmegen.

#### Rijkskweekschool, Arnhem
- 1881-1988: De 'Rijksnormaalschool' in Arnhem wordt in 1924 omgezet in de Rijkskweekschool en gehuisvest in een deel van de in 1916 gebouwde openbare lagere school aan het Van Verschuerplein. De lagere school deed dienst als leerschool. Deze kweekschool breidde zich uit door de opname van de Nutskweekschool uit Zetten, noemde zich in de jaren 60 'Rijks Pedagogische Academie' (RPA) en ging na 1984 over in de 'Klarenbeek Academie Arnhem'. De schrijver Jan Siebelink studeerde van 1955 tot 1960 op deze school. In 1988 vormde de 'Klarenbeek Academie' samen met de 'Pabo De Nieuwe Klokkenberg' de sector pabo van Hogeschool Interstudie. Het openbaar onderwijs-karakter van de Rijkskweekschool is steeds meegenomen in de daaropvolgende fusies, waardoor tot op heden op Pabo Arnhem voor het Diploma Openbaar Onderwijs kan worden gekozen.

#### Normaalschool Insula Dei, Arnhem
- 1889: De 'Normaalschool Insula Dei' in Arnhem bood katholiek onderwijs voor meisjes uit de stad die leerkracht wilden worden. Ze werd opgericht door de Zusters van Liefde die sinds 1845 in Arnhem het katholiek lager onderwijs verzorgden. Reeds in 1903 werd dit een kweekschool. De opening van een internaat in 1923 verbreedde de doelgroep van katholieke meisjes uit de stad tot een school voor meisjes uit gegoede katholieke gezinnen uit heel Nederland. In 1926 werd de school aangevuld met een opleiding hoofdakte voor onderwijzers. In 1953 werd de jongensafdeling zelfstandig onder de naam 'Hogere Pedagogische School St. Paulus'.

#### Normaalschool voor meisjes Zusters JMJ, Nijmegen
- 1890-1910: De 'Normaalschool voor meisjes', gesticht door de Zusters JMJ voor katholieke meisjes in Nijmegen, was geen lang bestaan beschoren. In 1910 ging ze op in de 'Normaalschool Zusters Filles de la Sagesse'.

#### Normaalschool Zusters Filles de la Sagesse, Nijmegen
- 1906: De 'Normaalschool Zusters Filles de la Sagesse' in Nijmegen (katholiek onderwijs voor meisjes). Aanvankelijk opgericht om de naar Nederland uitgeweken Franse zusters op te leiden tot leerkracht. In 1910 werd de normaalschool van de zusters JMJ hier in opgenomen. Daarmee werd de doelgroep verruimd. Pas in 1920 werd het een kweekschool. Tegen 1930 werd er een jongensafdeling geopend op initiatief van pater dominicaan C.Preller en aandringen van het bestuur van de St. Josephstichting voor katholiek jongensonderwijs in Nijmegen. In 1960 veranderde de naam in 'In Via Kweekschool'. De jongensafdeling groeide later uit tot de zelfstandige 'Kweekschool Peter Kanis'.

#### Normaalschool voor meisjes Rosa de Lima, Nijmegen
- 1908: De 'Normaalschool voor meisjes Rosa de Lima' in Nijmegen werd opgericht onder de niet lang gebruikte naam 'Normaalschool Veni Creator' door de zusters Dominicanessen van Neerbosch. Deze congregatie ontfermde zich sinds haar oprichting in 1848 over verwaarloosde meisjes uit Nijmegen. Het doel van de school was om via de eigen opleiding van hun leerkrachten de onderwijskwaliteit van hun eigen scholen op peil te houden. In 1917 werd het 'Kweekschool voor meisjes Rosa de Lima', Nijmegen. Vanwege de bezuinigingen tijdens de depressie van de jaren 30 moest deze opleiding in 1936 stoppen. In 1947 werd ze weer opgericht als 'R.K. Bijzondere Kweekschool voor Onderwijzeressen Rosastichting' omdat de dominicanessen nog steeds zelf hun onderwijzeressen wilden opleiden. In 1953 werd deze kweekschool een meisjesafdeling van de 'Nijmeegse Jongenskweekschool Petrus Kanis'.

### Opleidingen kleuterleidster
Algemeen: In 1837 richtte Friedrich Fröbel in het Duitse Thüringen de eerste Kindergarten op. Al ruim voor die tijd bestonden er ook in Nederland al bewaarscholen. In Nijmegen had freule Van Lijnden een kamer van haar woonhuis beschikbaar gesteld voor de opvang van protestantse peuters. Toen deze kleuters de lagereschoolleeftijd kregen, stichtte Van der Brugghen in 1844 de 'bijzondere lagere school der 1e klasse op den Klokkenberg'. De scholen voor kleuters hielden de  benaming 'bewaarschool' tot de Wet op het Kleuteronderwijs in 1956 in werking trad. De leidsters van de bewaarscholen waren meestal niet geschoold. Ze volgden hun opleiding in de bewaarschool zelf, volgens het principe van de normaalschool. De eerste echte opleiding tot kleuterleidster in Nederland werd in 1882  opgericht door de 'Maatschappij tot Nut van 't Algemeen'.

#### De Christelijke Opleiding voor Kleuterleidster (COK), Arnhem
- In Arnhem was er voor de Eerste Wereldoorlog al een avondcursus op protestants-christelijke grondslag voor kleuterleidsters. In 1956 werd deze, dankzij de Kleuteronderwijswet, omgezet in een dagopleiding. Na huisvesting in verschillende gebouwen, die niet echt als school opgezet waren, kreeg de opleiding in 1963 een echt schoolgebouw aan de Laan van Klarenbeek. Het had een kleuterklas met een 'one-way screen'. De kleuters en de lesgevende kwekeling konden daarmee geobserveerd worden door klasgenoten en docenten, waarna de les besproken werd bij de methodiekdocent. De COK had in de jaren 70 zo'n 400 leerlingen uit de wijde omgeving. In 1983 verhuisde de opleiding naar Nijmegen om samen met de pedagogische academie De Klokkenberg een pabo te vormen: de 'Christelijke Pabo De Nieuwe Klokkenberg'.

#### De OpenbareKLOSArnhem (opleiding tot kleuterleidster)
- In 1950 Stichtte de gemeente Arnhem de 'Gemeentelijke School tot Opleiding van Leidsters bij het Kleuteronderwijs'. Aanvankelijk werd ze gehuisvest in de Rijkskweekschool, maar later kreeg ze een eigen gebouw aan de Rosendaalsestraat. Het gebouw had karakteristieke trapgevels, een binnenplaats met een vijver en tuin, en een observatielokaal met one-way screen. In de jaren 60 werd de naam veranderd in 'Streekschool tot opleiding van leidsters en hoofdleidsters bij het kleuteronderwijs', kortweg: 'Streekopleiding voor Kleuterleidsters'. Net als bij de meeste kleuterleidsteropleidingen zaten er alleen meisjes op. Ze kwamen uit heel Gelderland. De eerste jongens kwamen in de jaren 80. In 1984 vormde ze samen met de Rijks Pedagogische Academie de 'Klarenbeek Academie Arnhem'.

### Pedagogische Academies en Pabo's
Algemeen: De Mammoetwet van 1968 veranderde de kweekscholen in Nederland in pedagogische academies. De kweekschool vroeg als vooropleiding (m)ulo of mavo. De opleiding voor de lagere akte duurde daarna in de regel vier jaar, met hoofdakte een jaar extra. De academie duurde drie jaar, maar de vooropleiding moest nu havo of vwo zijn.
De Wet op het Basisonderwijs van 1985 voegde de kleuterschool samen met de lagere school tot de basisschool. In heel Nederland leidde dit rond 1984 tot fusies tussen pedagogische academies en kleuterkweekscholen, waardoor de huidige 'pedagogische academies voor het basisonderwijs' (pabo's) ontstonden.

#### Katholieke Pedagogische Academie Nijmegen
- 1970: De Katholieke Pedagogische Academie Nijmegen ontstond uit een fusie van drie Nijmeegse kweekscholen: Rosa de Lima, Peter Kanis en In Via. De religieuze congregaties vergrijsden, konden minder docenten leveren en zagen hun rol steeds kleiner worden. Inmiddels zat de opleiding in het gebouw aan de Groenewoudseweg. Met het oog op de naderende Wet op het Basisonderwijs van 1985 volgde in 1984 een fusie met de katholieke 'Opleiding Kleuteronderwijs' (OK) en werd de naam: 'Pabo Groenewoud'.

#### Katholieke Pedagogische Academie Arnhem
- 1972: De 'Katholieke Pedagogische Academie' Arnhem (KPA) kwam voort uit de fusie van twee Arnhemse kweekscholen: 'Insula Dei' en 'St.Paulus'. Ze betrok een nieuw gebouw aan de Bethaniënstraat. In 1984 werd de KPA een pabo. Een fusie met Pabo Groenewoud in 1987 maakte haar tot de Arnhemse afdeling ervan. In 1997 vertrok de KPA uit Arnhem en werd opgenomen in de Nijmeegse pabo.

#### Pabo Arnhem
- 1988: Pabo 'De Nieuwe Klokkenberg' uit Nijmegen en de 'Klarenbeek Academie' uit Arnhem voegden zich samen tot 'Pabo van Hogeschool Interstudie' te Arnhem. In 1989 ging deze hogeschool op in 'Hogeschool Gelderland'. Toen deze op haar beurt in 1996 toetrad tot de 'Hogeschool van Arnhem en Nijmegen' (HAN), noemde de pabo-afdeling zich al enige tijd 'Pabo Arnhem'. In 2007 kregen Pabo Groenewoud en Pabo Arnhem samen één directie en vormden zo het 'Instituut HAN Pabo'.

## Alumni
Vanaf november 2017 kent HAN Pabo één stichting voor oud-studenten en oud-medewerkers met als naam: 
Kairos, genoemd naar de gelijknamige 'god van het juiste moment' uit de Griekse mythologie.
Deze stichting is een fusie tussen OSPA (Pabo Arnhem) en Chronos (Pabo Nijmegen).
OSPA (Oud-Studenten en -medewerkers Pabo Arnhem) was van 2001 tot november 2017 een stichting voor oud-studenten (alumni) en oud-medewerkers van Pabo Arnhem en haar rechtsvoorgangers. Van 2001 tot 2013 gaf OSPA enkele keren per jaar het OSPA Bulletin uit.
Chronos, de alumnivereniging van Pabo Groenewoud (Pabo Nijmegen) van 2005 tot november 2017, gaf jaarlijks, naast twee nieuwsbrieven, het magazine Chronos uit. Zowel OSPA als Chronos werkten samen met de Vereniging voor Oud Medewerkers (VOM) van de HAN. Kairos zet deze traditie voort.